# 김중석
김중석(영어: Kim Joongseok, 1953년 8월 25일 ~ )는 대한민국의 언론인이며 시인,수필가이다.

## 생애
- 1977년 : 강원일보 입사
- 1978년 : 강원일보 사회부 기자
- 1986년 : 강원일보 도정부 차장
- 1987년 : 한국기자협회 도지부 부장
- 1988년 : 강원일보 정경부 부장
- 1989년 : 강원일보 정치부 부장
- 1992년 : 강원도민일보 정경부, 지방부 부장
- 1994년 : 강원도민일보 편집부국장 정치부 부장
- 1995년 : 강원도민일보 편집국 국장대우 정치부 부장
- 1997년 ~ 2000년 : 강원도민일보 편집국 국장
- 2000년 : 강원도민일보 기획본부 본부장 겸 편집국 국장
- 2000년 : 강원도민일보 편집,기획이사 겸 기획본부 본부장
- 2002년 : 강원도민일보 부설 강원사회조사연구소 소장
- 2002년 : 강원도민일보 편집기획담당 겸 기획본부장 상무이사
- 2003년 : 한국신문방송편집인협회 이사
- 2002년 : 지방분권국민운동강원 공동대표
- 2003년 : 한국기자협회 기자상 심사위원
- 2003년 : 국가균형발전위원회 전문위원
- 2004년 : 대한석탄공사 이사
- 2005년 : 한국신문방송편집인협회 이사
- 2006년 : 강원도민일보 기획본부 본부장 상무이사
- 2007년 : 강원도민일보 대표이사 사장
- 2012년 : 민주평화통일자문위원
- 2012년 : 강원도지역분권추진위원장
- 2013년 : 대한민국지방신문협의회 회장
- 2014년 : 지방분권개헌국민행동 공동의장
- 2014년 : 전국시도지사협의회 지방분권특별위원
- 2016년 : 아세아문예 수필가 등단
- 2016년 : 대한민국위민봉사대상 심사위원
- 2015년 : 한국신문협회 이사
- 2015년 : 강원도지역분권추진위원회 위원장
- 2017년 : 행정안전부 자치분권전략회의 위원
- 2018년 : 대통령소속 지방자치발전위원회 위원, 동 자치제도분과위원장
- 2019년 " 한국산업기술원 지방자치연구소 특임교수
- 2019년 : 한국지방자치학회 고문
- 2019년  : 한국행정연구원 연구자문위원
- 2022년   강원도민일보 대표이사 회장
- 2022년 : 시현실 신인상 수상 시인 등단

## 저서
- 2003년 : 《국토정중앙개발론》
- 2004년 : 《지방분권과 지방언론》
- 2006년 : 《지역혁신과 지역신문》
- 2007년 : 《감자바위깡론》
- 2013년 : 《거꾸로본 지방》
- 2015년 : 《알기쉬운 지방분권》
- 2021년 : 《졸고있는 지역에 미래는 없다》
- 2015년  《 주민자치 이론과 실제》

## 상훈
- 1986년 : 한국신문상
- 2003년 : 광희문화상
- 2007년 : 국민훈장 목련장
- 2015년 : 전국시장군수구청장협의회 제정 제1회 지방자치대상
- 2020년: 대통령표창
- 2023년: 강원도민회 제정 2023 자랑스런 강원인상
- 2024년: 지역신문발전 유공 문화체육부장관표창